# Hagstova Føroya
Hagstova Føroya (Færøernes Statistik) er den centrale færøske institutionen for indsamling, bearbejdning og formidling af officiel statistik. Hagstova Føroya er organiseret som et selvstændigt direktorat under Finansministeriet, og var 1991 en statistikafdeling direkte under Færøernes Landsstyre. Vigtige statistikkområder er befolkningen (herunder også navne), kriminaliteten, valg, miljøet, uddannelse, indvandring, arbejdsmarkedet, sundhed og lønnen.
Direktøren er Hermann Oskarsson, mens afdelingslederen er Axel H. Nolsøe. Hans Pauli Strøm har også været afdelingsleder og er stadig ansat der.
Hagstova Føroya har sit hovedkvarter i Argir i Tórshavn.